# Carmen Tórtola Valencia

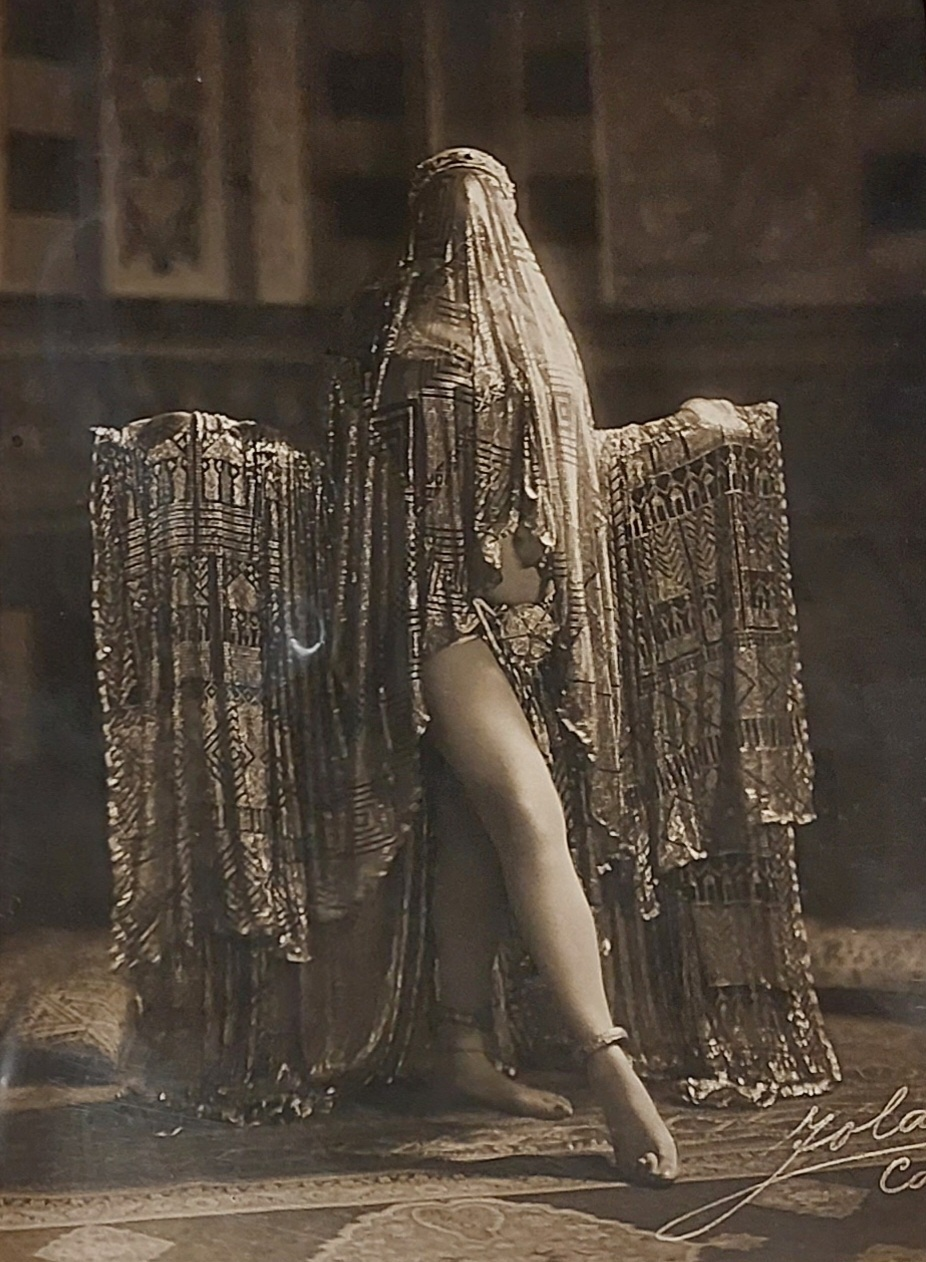
Carmen Tórtola Valencia. MAE

Carmen Tórtola Valencia (Sevilla, 18 de juny de 1882 – Barcelona, 13 de febrer de 1955) va ser una ballarina i coreògrafa, practicant de la dansa lliure, que ella anomenà «dansa natural», dins dels paràmetres estètics del Modernisme.
Va néixer a Sevilla de pare català i mare andalusa. De molt petita es va traslladar a Londres i, un cop allà, els seus pares van emigrar a Mèxic deixant-la sota la custòdia d'una família de l'alta burgesia anglesa. Els seus pares van morir prematurament a Mèxic; i Carmen va créixer amb la família que l'havia acollit.

## Carrera com a ballarina
Va iniciar la seva carrera com a ballarina a Londres l'any 1908 al Gaiety Theatre en l'espectacle Havana, on interpretava danses espanyoles, i de seguida es va convertir en un model de bellesa i sensualitat. Va ballar també al teatre Berlin Wintergarten i al Folies Bergère de París.

L'any 1911 actuà per primer cop a Madrid al Teatre Romea, l'any 1913 va actuar al Ateneo de Madrid i va provocar una gran polèmica. L'any 1915 va actuar a Barcelona al costat de Raquel Meller. Les seves danses d'inspiració exòtica van ser rebudes de manera dispar, per tal com per a alguns eren massa atrevides, però per a altres, la seva dansa mística i innovadora va captivar els artistes i intel·lectuals de l'època: Ignacio Zuloaga, Hermen Anglada i Camarasa, Dalí, Valle-Inclán, Ruben Darío, Gregorio Marañón…

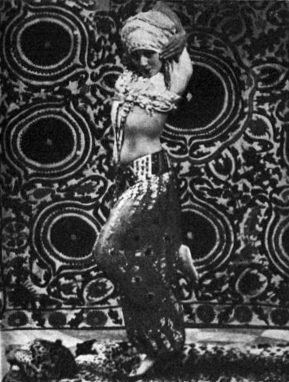
Tórtola Valencia en un ball hindú. Nova York, 1915.

La seva carrera professional es va desenvolupar des de 1908 a 1930, va actuar a tot Europa, els Estats Units i Sud-amèrica amb un gran èxit. Va combinar danses d'inspiració oriental –La Serp, amb música de Léo Delibes, i La bayadera– amb altres balls inspirats en el folklore espanyol com La Tirana, o en altres músiques que evocaven sensualitat i misteri, Mort d'Aase de Peer Gynt, d'Edvard Grieg o Dansa de l'encens, amb música d'Ernest  Buccalossi. El seu treball s'inspira en la dansa lliure que va promoure Isadora Duncan i Loie Fuller, la innovació dels Ballets Russos i l'orientalisme, tan de moda a inicis del segle xx.
Carmen Tórtola Valencia és considerada junt a Amalia Molina, Antonia Mercè i Luque, La Argentinita i d'altres, com la representant d'una època gràcies als seus espectacles, on combina l'exotisme i alguns elements procedents del music-hall. I amb un vestuari sofisticat, dissenyat per ella mateixa.
Va participar en dues pel·lícules, Pasionaria i Pacto de lágrimas, dirigides per Joan Maria Codina l’any 1915.

## El perfum La Maja
La seva popularitat la va convertir en imatge de la línia de perfums i sabons La Maja, de l'empresa Myrurgia, propietat d'Esteve Monegal. Precisament un retrat de la ballarina a «La Tirana» va inspirar Eduard Jener per fer el cartell promocional dels sabons i perfums.

## Vida personal
L'any 1930 es va allunyar dels escenaris i va viure una vida retirada a la seva casa de Barcelona (carrer Gran de Sarrià, 232) al costat de la seva parella, Àngels Magret-Vilá, que adoptà com a filla per aturar els rumors, en la societat franquista en què hagueren de viure. Aïllada de la vida pública, es va dedicar a la pintura –una afició que no va deixar des que va fer la seva primera exposició a les Galeries Laietanes de Barcelona, el 1920–, el col·leccionisme i els viatges.

## Fons

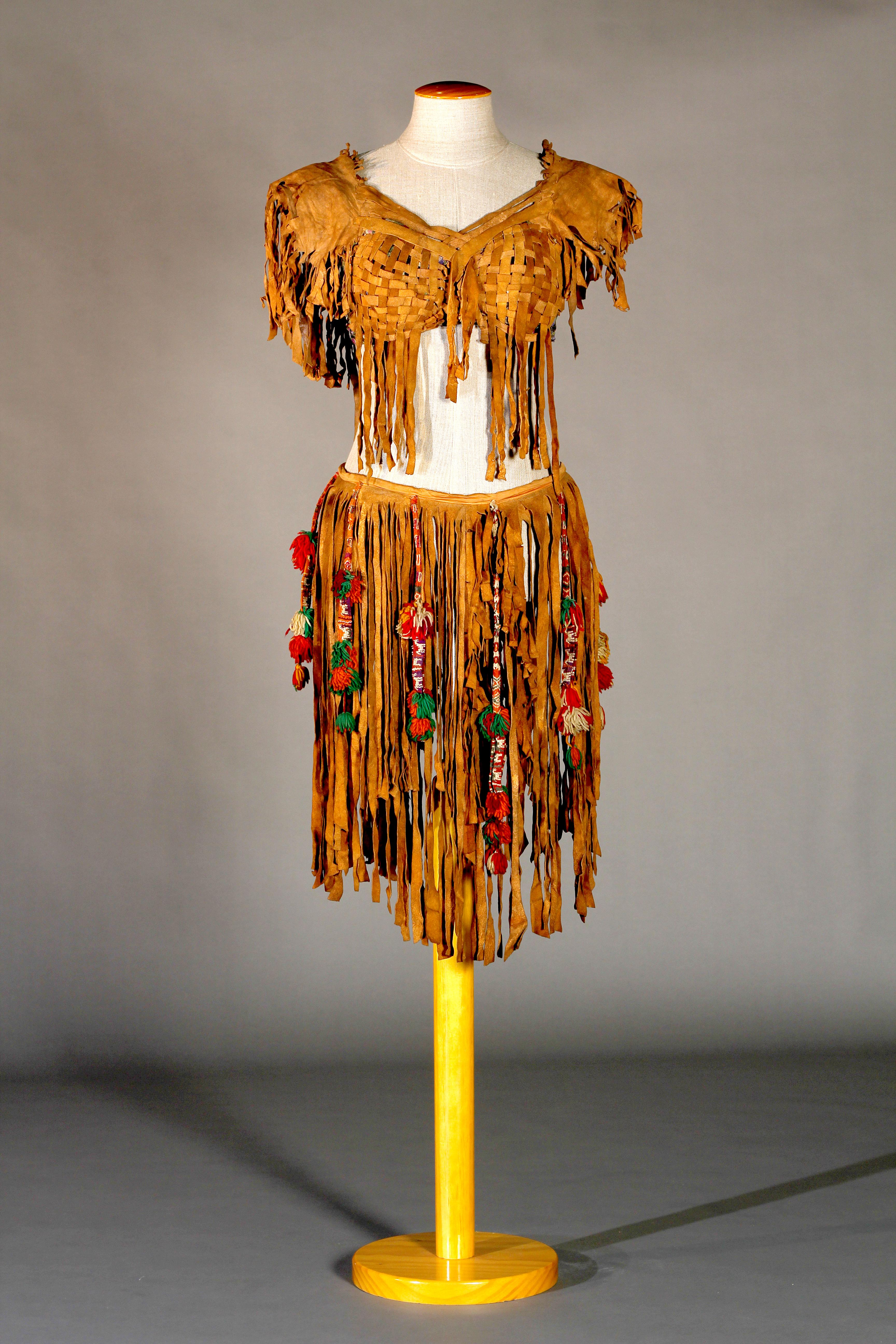
Cosset i faldilla de Tórtola Valencia per a dansa africana

El seu fons es conserva al Centre de Documentació i Museu de les Arts Escèniques i consta de 112 peces d'indumentària i complements, 246 quadres i dibuixos, 29 àlbums i 4 carpetes de gran format (fotografies, retalls i impresos, testimonis de la seva vida artística i social), fotografies de petit o mitjà format (incloent-hi també targetes postals), 3 cartells de gran format, programes de mà, i dos volums d'epistolari amb el títol genèric de «Los poetas a Tòrtola Valencia». El fons de partitures es conserva a la Biblioteca de Catalunya. La seva col·lecció de puntes va ser adquirida pel Col·legi de l'Art Major de la Seda de Barcelona, que l'any 1992 les va dipositar al Museu d'Arenys de Mar. La valuosa col·lecció d'art precolombí que havia reunit es dispersà a la seva mort, però fou reunida de nou per Jordi Clos per a la seva Fundació Arqueològica Clos. Avui forma part, com a dipòsit, del fons del Museu de les Cultures del Món de Barcelona.

## Reconeixements i record
Enric Granados va dedicar-li una dansa, La Gitana, l'any 1915. El pintor Rafael Sala va realitzar un retrat d'ella l'any 1915, conservat a la col·lecció de la Biblioteca Museu Víctor Balaguer.
Al barri de Sarrià de Barcelona, no gaire lluny d'on visqué, hi ha una petita plaça que porta el seu nom.
Les seves despulles reposen al Cementiri del Poblenou (Dep. III, panteó 12), amb Àngels Magret-Vilá.

## Bibliografia

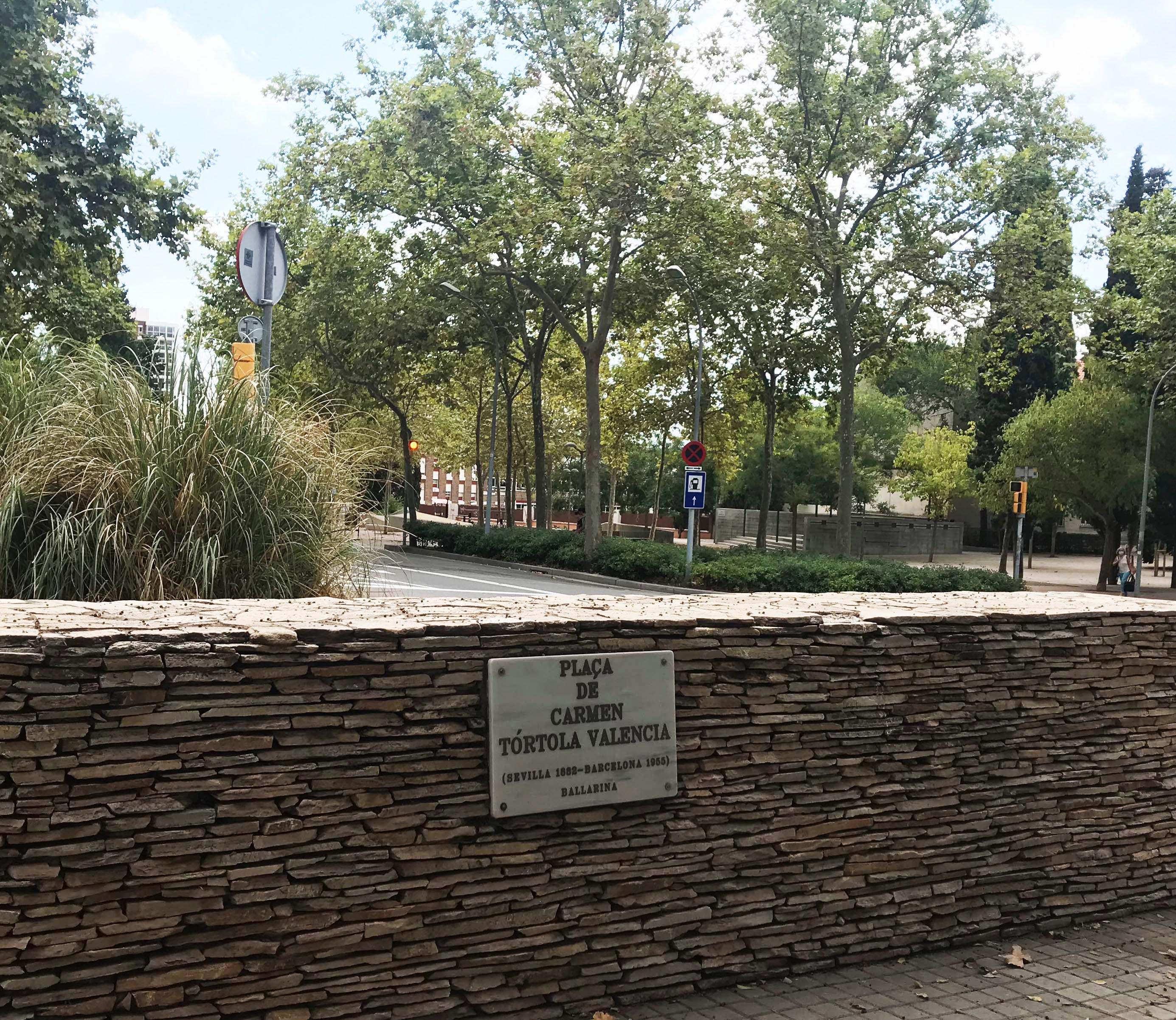
Placeta dedicada a Carmen Tórtola Valencia al barri de Sarrià, a la ciutat de Barcelona.

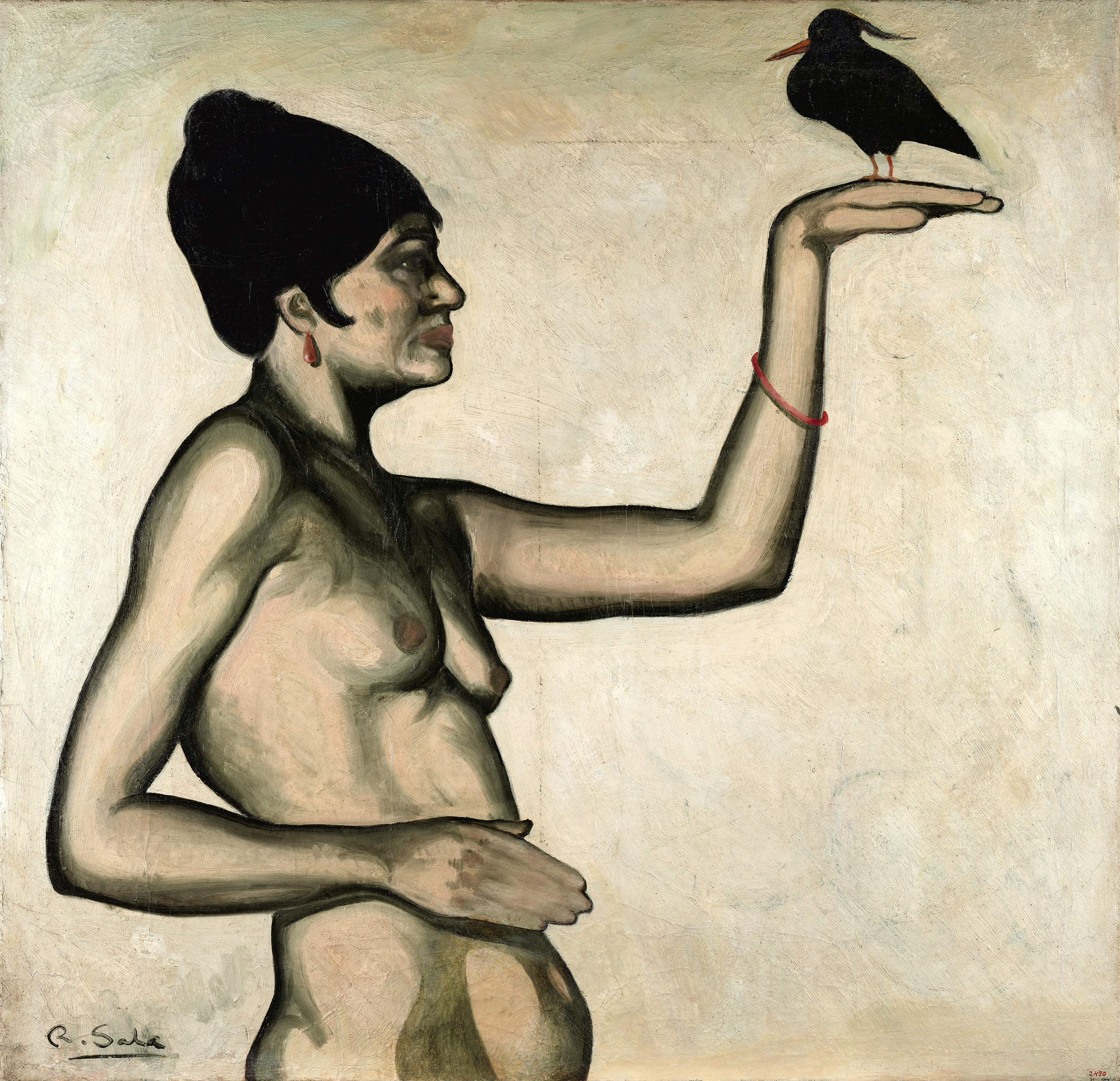
Retrat de Carmen Tórtola Valencia (c. 1915) realitzat per Rafael Sala i conservat a la Biblioteca Museu Víctor Balaguer.